# Feria Internacional del Libro de Guayaquil
La Feria Internacional del Libro de Guayaquil es un evento literario realizado cada año en la ciudad de Guayaquil, Ecuador, convocada y organizada por el municipio de la ciudad.
La primera edición tuvo lugar en 2015 y se desarrolló en el Centro de Convenciones de Guayaquil. Entre los países invitados a la cita se cuentan Perú y Argentina; mientras que entre los autores destacan
John Maxwell Coetzee, Laura Restrepo, Piedad Bonnett, Alonso Cueto, Leonardo Padura, Juan Gabriel Vásquez, entre otros.

## Premio de Narrativa Miguel Donoso Pareja
Cada año, durante la Feria Internacional del Libro de Guayaquil, se entrega el Premio de Narrativa Miguel Donoso Pareja. El ganador del certamen recibe $10.000 y la edición de la obra. Durante las cinco primeras ediciones, el premio se entregó en el género de novela corta. La sexta edición fue la primera en galardonar el género del relato corto.
| Ganadores del Premio de Narrativa Miguel Donoso Pareja | Ganadores del Premio de Narrativa Miguel Donoso Pareja | Ganadores del Premio de Narrativa Miguel Donoso Pareja | Ganadores del Premio de Narrativa Miguel Donoso Pareja | Ganadores del Premio de Narrativa Miguel Donoso Pareja |
| Año                                                    | Obra                                                   | Autor                                                  | Género                                                 | Ref.                                                   |
| ------------------------------------------------------ | ------------------------------------------------------ | ------------------------------------------------------ | ------------------------------------------------------ | ------------------------------------------------------ |
| 2015                                                   | La curiosa muerte de María del Río                     | Juan Pablo Castro                                      | Novela corta                                           | [ 8 ]                                                  |
| 2016                                                   | Concurso declarado desierto                            | Concurso declarado desierto                            | Novela corta                                           | [ 9 ]                                                  |
| 2017                                                   | Nunca más Amarilis                                     | Marcelo Báez                                           | Novela corta                                           | [ 10 ]                                                 |
| 2018                                                   | Gabriel(a), parábola de transeúntes                    | Raúl Vallejo                                           | Novela corta                                           | [ 6 ]                                                  |
| 2019                                                   | El vuelo de la tortuga                                 | Ernesto Carrión                                        | Novela corta                                           | [ 11 ]                                                 |
| 2020                                                   | Camino errado                                          | Andrés Cadena                                          | Cuento                                                 | [ 12 ]                                                 |
| 2021                                                   | Las tres versiones                                     | Eduardo Varas                                          | Novela corta                                           | [ 13 ]                                                 |
| 2022                                                   | Asia                                                   | Luis Alberto Bravo                                     | Novela corta                                           | [ 14 ]                                                 |
| 2023                                                   | Los enterramientos                                     | Sandra Araya                                           | Novela corta                                           | [ 15 ]                                                 |
| 2024                                                   | Luminosos restos                                       | Jakk Cabrera                                           | Novela corta                                           | [ 16 ]                                                 |

1. ↑  Se otorgaron menciones de honor a las novelas Nefando, de Mónica Ojeda, y Cementerio en la luna, de Ernesto Carrión.[8]